# Stefan Hanna
Stefan Hanna, född 2 september 1964 i Falköping, är en svensk politiker (tidigare centerpartist) och kommunalråd i Uppsala kommun där han även är bosatt.

## Biografi
Hanna är född i Falköping och uppvuxen i  Uppsala från ett års ålder. Hanna har även bott och arbetat i Los Angeles och Dallas, USA, Kuala Lumpur, Malaysia och Tokyo, Japan. Efter treårig ekonomisk linje på gymnasiet avlade Hanna civilekonomexamen vid Uppsala universitet.[källa behövs]
Hanna har tidigare arbetat på IBM och haft ledande befattningar inom Industri-Matematik, Tieto-Enator och Ericsson. Som egenföretagare har Hanna drivit Agentax (redovisnings-, datoriserings- och managementkonsultationstjänster), H&M Capital (investmentföretag), 3HM (hudvård), WFun (mjukvaru- och tjänsteföretag), HannaFun (investmentföretag) och Spogg (global spelgemenskap med egenutvecklade spel). [källa behövs]
Hanna har suttit som ordförande för Sveriges Juniorhandelskammare, Näringslivets Framtidsforum och Företagarna samt U! Club Uppsala. Han har varit och är dessutom ledamot i flera näringslivsstyrelser. [källa behövs]

## Politisk karriär
Efter kommunalvalet 2010 blev Hanna vald till kommunalråd för Centerpartiet i Uppsala kommun. Hanna satt under mandatperioden även som ordförande i Gatu- och samhällsmiljönämnden, Folkhälsorådet, Miljövårdsrådet, Trafiksäkerhetsrådet och Näringslivsrådet. Sedan 2014 sitter Hanna som andre vice ordförande i Äldrenämnden och ledamot i kommunstyrelsen och kommunfullmäktige i Uppsala kommun.[källa behövs]
Vid flera tillfällen har Stefan Hanna blivit uppmärksammad för att han på sin blogg skrivit uttalanden och kommit med politiska förslag som kunde anses som kontroversiella, och i vissa fall i strid mot partilinjen. Han var en hård kritiker av Decemberöverenskommelsen och förespråkade 2015 samarbete med Sverigedemokraterna.

### Uteslutning ut Centerpartiet
Stora interna konflikter i partiet resulterade i att kretsstyrelsen för Centerpartiet Uppsala Kommunkrets kallade in konsulter, tidigare ledande centerpartistiska rikspolitiker, för att göra en extern utredning hur konflikten skulle lösas. Konsulterna kom fram till att det var Stefan Hanna som var problemet och rekommenderade i sin utredning att Stefan Hanna skulle lämna sina poster. Efter att Stefan Hanna vägrade avgå så tog distriktsstyrelsen upp frågan där de ställde sig enhälligt bakom en uteslutning och kontaktade partistyrelsen, då de är de enda som kan utesluta medlemmar ur partiet.   Detta ledde till att partistyrelsen i december 2018 efter enhälligt beslut uteslöt Stefan Hanna ur Centerpartiet. Hanna meddelade att han inte tänker avsäga sig något av de politiska uppdragen han har. Detta trots att han skrivit under en så kallad "kandidatförsäkran" till Centerpartiet innan valet, där han lovar att avsäga sig alla sina politiska uppdrag om han skulle bli utesluten.

### Utvecklingspartiet Demokraterna
I januari 2019 meddelade Stefan Hanna att han startat ett politiskt utvecklingsprojekt vid namn Uppåt Uppsala, och att han avsåg hedra löftena till alla väljare och sitta kvar som kommunalråd under hela mandatperioden. Ett resultat av Uppåt Uppsala-projektet var ett nytt politiskt parti som givits namnet Utvecklingspartiet demokraterna. Partiet bildades den 21 oktober 2019.  I kommunvalet 2022 fick Utvecklingspartiet demokraterna 2,6 % vilket gav dem 2 mandat i kommunfullmäktige. I valet till regionfullmäktige fick partiet 2 047 röster, eller 0,82 %.